# 安东尼·罗塔
安东尼·迈克尔·杰拉德·罗塔 MP（Anthony Michael Gerard Rota，1961年5月15日—）是一名加拿大政治人物，2019年至2023年期間担任第37任加拿大眾議院議長。他是聯邦自由党党员。
2023年9月22日，烏克蘭總統弗拉基米尔·泽连斯基在加拿大国会发表演讲，当时一位乌克兰裔老兵雅羅斯拉夫·洪卡在安东尼·罗塔的邀请下来到现场聆聽。 安东尼·罗塔向大家介紹雅羅斯拉夫·洪卡，並說他是“來自自己（安东尼·罗塔）所在的選區，是一位二戰乌克兰裔加拿大老兵，他已經98歲高齡，他是一位乌克兰英雄，一位加拿大英雄”，而且让到场的议员和政界人士为雅羅斯拉夫·洪卡鼓掌两轮。
演講結束後有媒體发现，洪卡在二戰期間是效忠于纳粹德国党卫军第14武装掷弹兵师的士兵，其所属部队在1944年在波兰、斯洛伐克等国犯有多项屠杀罪行。安东尼·罗塔发表了道歉声明，他表示自己也是事後才得知更多有关雅羅斯拉夫·洪卡过去的信息，他向加拿大议会的同事以及加拿大和世界各地的犹太人道歉。
2023年9月26日，安东尼·罗塔宣布不再擔任加拿大國會下議院議長，辞职聲明於次日生效。安东尼·罗塔是加拿大历史上第七位任期未到而下台的加拿大國會下議院議長，也是自1986年约翰·博斯利以来首位辞职的议长。